# Mike Boit
Mike Boit (Kenia, 6 de enero de 1949) es un atleta keniano retirado, especializado en la prueba de 800 m en la que llegó a ser medallista de bronce olímpico en 1972.

## Carrera deportiva
En los JJ. OO. de Múnich 1972 ganó la medalla de bronce en los 800 metros, con un tiempo de 1:46.01 segundos, llegando a meta tras el estadounidense Dave Wottle (oro) y el soviético Yevhen Arzhanov (plata).